# Стольник великий литовський
Стольник великий литовський (лат. dapifer Magni Ducatus Lithuaniae) — уряд дворський у Великому князівстві Литовському Речі Посполитої.

## Історія
Уряд відомий із середини XV століття. Стольник завідував сервіруванням столу Великого князя литовського та подаванням страв. Йому підпорядковувався підстолій.
Уряд був відповідником уряду стольника великого коронного. Пізніше ця посада стала почесною, а обов'язки стольника обмежилися почесною допомогою під час двірських урочистостей і церемоній.

## Деякі відомі стольники великі литовські
- Станіслав Кишка (1488—1492)
- Іван Юрійович Гольшанський-Дубровицький (1540—1542)
- Семен Юрійович Гольшанський-Дубровицький (1555—1556)
- Ян Ходкевич (1559—1564)
- Олександр-Фрідріх Пронський (1575—1588)
- Христофор Миколай Дорогостайський (1588—1590)
- Ольбрахт-Владислав Радзивілл (1620—1622)
- Олександр Людовик Радзивілл (1626—1630)
- Казимир Тишкевич (1638—1642)
- Юрій Кароль Глібович (з 1643 р.)
- Вінцент Корвін-Госевський (з 1646 р.)
- Михайло Казимир Радзивілл (1652—1653)
- Кшиштоф Потоцький (1653—1658)
- Марціан Александр Огінський (1661—1665)
- Станислав-Казимир Радзивілл (1670—1680)
- Кароль Станіслав Радзивілл (1685—1686)
- Павло Карл Санґушко (1708—1709)
- Петро Павло Сапіга (1732—1744)
- Юзеф Яблоновський (1744—1755)
- Станіслав-Август Понятовський (1755—1764)
- Йосиф Клеменс Чарторийський (1764—1795)